# Parque nacional Montes Vulkathunha-Gammon
El Parque Nacional Montes Vulkathunha-Gammon (Vulkathunha-Gammon Ranges National Park) es un parque nacional en Australia Meridional, ubicado a 496 km al norte de Adelaida.
Los Gammons están dominados por "La Meseta" en el suroeste, con la cual tiene la misma altura que la contiguos Montes Azules más al noreste, culminando en la Colina Benbonyathe (1064m), el punto más alto de los Flinders al norte de Wilpena.
La meseta y montes centrales están rodeados por montes más pequeños. Existen también algunos montes de altura considerable al margen de los Gammons: Colina Gammon (1012m) en el norte y Monte McKinlay (1050m) que domina el sur.

## Historia
El área circundada por los montes siempre fue una tierra de pastoreo, sin embargo gran parte de esta es tan inaccesible y escarpada que solo es atractiva para las cabras y los exploradores La parte norte fue declarada parque nacional en 1970 y la parte sur fue comprada en 1980 y las tierras se unieron oficialmente dos años después.
El parque tiene un uso dual (un arreglo bajo el cual alguna actividad minera es permitida) y ha sido objeto de reclamaciones y alguna controversia, que no es extraño al área considerando los depósitos extensivos de Uranio en el adyacente Santuario de Arkaroola.